# Josef Orel (lékař)
Josef Orel (5. března 1906 Přerov – 8. května 1945 Hrotovice) byl český lékař.

## Biografie
Josef Orel se narodil v roce 1906 v Přerově, kde vychodil obecnou školu a gymnázium; v roce 1931 vystudoval Lékařskou fakultu Masarykovy univerzity v Brně. Roku 1932 se oženil s Alicí Orlovou z Brna a mezi lety 1933 a 1942 se jim narodili tři synové. Postupně pracoval v nemocnicích ve Zlíně, Třebíči a Brně, za druhé světové války jako obvodní lékař v Hrotovicích, kde také bydlel. Během okupace se zapojil do odbojových skupin Lenka-jih a také Skupina R3 Horácko, od 1. října 1944 ve Skupině R3 jako lékař. V Hrotovicích působil až do své smrti.
Při oslavách konce války byly na Hrotovice ze sovětského letadla omylem shozeny tři pumy, které usmrtily celkem asi 150 lidí. Jedním z nich byl i lékař Josef Orel. Jeho manželka Alice, kterou po pádu bomb povolali, aby pomohla s ošetřováním zraněných, si v té době ještě myslela, že manžel je služebně ve Valči, mezi zabitými však nalezla tělo svého manžela. Poté se rozhodla odstěhovat zpět do Brna.
Josef Orel byl pohřben do hrobky rodiny Rokosovy v Hrotovicích, dne 23. března 1946 byly jeho ostatky převezeny do rodinné hrobky na hřbitově Židenice v Brně-Židenicích.
V Přerově byl aktivním skautem. Až do smrti zůstal členem Sokola.

## Vyznamenání
- Československý válečný kříž 1939
- Odznak Československého partyzána